# Petr Jiráček
Petr Jiráček (născut la 2 martie 1986) este un fotbalist ceh care joacă pe postul de mijlocas. În prezent joacă pentru FC Zlín. 

## Carieră

### Cluburi
După ce a început la Baník Sokolov, clubul la care începuse la 10 ani, și a jucat două sezoane la profesioniști, Jiráček a ajuns la Viktoria Plzeň. La Viktoria, el a jucat în 100 de partide de campionat și a fost jucător cheie în echipa care a câștigat campionatul Cehiei din sezonul 2010–2011, primul din istoria clubului. Titlul le-a oferit, de asemenea, oportunitatea de a juca Liga Campionilor UEFA 2011–2012, în care a ajuns în faza grupelor, terminând pe locul trei în spatele giganților FC Barcelona și AC Milan. Jiracek a lipsit într-un singur meci de cele jucate de echipa cehă în competiția europeană. De asemenea, el a câștigat Cupa Cehiei 2009–2010 și Supercupa Cehiei din 2011. 
În decembrie 2011, Jiráček a semnat un contract pe patru ani și jumătate cu echipa germană VfL Wolfsburg din Bundesliga. El s-a remarcat imediat în echipă în cel de-al patrulea meci din acel sezon, în victoria cu 3 - 2 împotriva lui SC Freiburg. El a suferit o accidentare la sfârșitul lunii februarie, care l-a determinat să rateze o serie de meciuri și să fie de câteva ori rezervă pentru restul sezonului. 
La 26 august 2012, antrenorul principal VfL Wolfsburg, Felix Magath, a confirmat că Jiráček va ajunge la Hamburger SV pentru o sumă de transfer nedezvăluită după ce nu a impresionat la Wolfsburg. 

### Echipa națională
În septembrie 2011, a debutat la echipa națională într-un meci cu Scoția și a devenit curând titular în echipa condusă de Michal Bílek. El a marcat primul său gol într-o victorie scor 1-0 împotriva Muntenegrului în play-off-urile de calificare la Euro 2012. 
El a continuat să joace un rol crucial în echipa care a ajuns în sferturile de finală ale UEFA Euro 2012, marcând două goluri în turneu, împotriva Greciei și Poloniei în faza grupelor, fiind ales omul meciului în cel din urmă. 